# Eupagia
Eupagia is een geslacht van vlinders van de familie spanners (Geometridae), uit de onderfamilie Ennominae.

## Soorten
- E. canilinea Prout, 1925
- E. curvifascia Prout, 1916
- E. determinata Walker, 1860
- E. nigerrima Swinhoe, 1904
- E. robertsoni Prout, 1925
- E. valida Warren, 1914